# المقاتل النهائي: فريق بينيا ضد فريق نونيز
المقاتل النهائي: فريق بينيا ضد فريق نونيس (بالإنجليزية: The Ultimate Fighter: Team Peña vs. Team Nunes)‏ هو الموسم الثلاثون من المسلسل التلفزيوني الواقعي المقاتل النهائي الذي أنتجته يو إف سي وعُرض لأول مرة في 3 مايو 2022.